# The Second Barbra Streisand Album
The Second Barbra Streisand Album é o segundo álbum de estúdio da cantora estadunidense Barbra Streisand. As canções são em grande parte vindas de musicais da Broadway, de filmes e clássicos da música americana. O lançamento ocorreu em agosto de 1963, apenas seis meses após The Barbra Streisand Album.
Em 1962,  a Columbia Records lançou dois compactos simples das canções "Happy Days Are Here Again" (que aparece no The Barbra Streisand Album, e tem como lado B "When the Sun Comes Out") e "My Coloring Book" (que traz "Lover, Come Back to Me" como lado B), no entanto, os arranjos e vocais se diferem da versão final incluídas no álbum e nunca foram lançadas oficialmente em um disco de Streisand. Nenhuma das canções apareceu nas paradas musicais.
As resenhas dos críticos de música foram positivas. A revista Billboard o escolheu como um dos lançamentos de destaque da semana que terminou em 14 de setembro de 1963, elogiou o fraseado, a claridade e a dramaticidade nos vocais e considerou as músicas, de maneira geral, "ótimas". William Ruhlmann, do site estadunidense AllMusic, avaliou com três estrelas de cinco, elogiou os vocais mas sentiu falta da inovação de seu antecessor, de acordo com ele "Streisand parecia estar tentando simplesmente consolidar seu triunfo, e era um pouco cedo para isso".
Comercialmente, repetiu o sucesso do debut. Na parada musical Billboard 200, estreou na posição de número 103, na semana que terminou em 14 de setembro de 1963. Atingiu sua posição máxima, no #2, em 9 de novembro do mesmo ano, e passou 74 semanas na lista. Em 12 de maio de 1964, a Recording Industry Association of America (RIAA) o certificou com um disco de ouro por mais de 500 mil cópias vendidas nos Estados Unidos. Em 1966, a revista LIFE informou que as vendas superaram mais de um milhão de cópias no mundo.
Em 1994, foi lançado no Brasil (e no mundo) no formato CD, como parte da "Barbra Streisand Collection", série com a qual a Sony lançou onze discos do catálogo da cantora.

## Lista de faixas
Todas as canções produzidas por Richard Perry. Créditos adaptados do LP The Second Barbra Streisand Album, de 1963.
| N.º | Título                            | Compositor(es)                        | Duração |  |
| 1.  | "Any Place I Hang My Hat Is Home" | Harold Arlen, Johnny Mercer           | 2:45    |  |
| 2.  | "Right As The Rain"               | E.Y. Harburg, Arlen                   | 3:25    |  |
| 3.  | "Down With Love"                  | Harburg, Arlen                        | 3:42    |  |
| 4.  | "Who Will Buy?"                   | Lionel Bart                           | 3:32    |  |
| 5.  | "When The Sun Comes Ou"           | Arlen, Ted Koehler                    | 3:23    |  |
| 6.  | "Gotta Move"                      | Peter Matz                            | 2:01    |  |
| 7.  | "My Coloring Book"                | Kander e Ebb                          | 4:11    |  |
| 8.  | "I Don't Care Much"               | Kander e Ebb                          | 2:52    |  |
| 9.  | "Lover, Come Back To Me"          | Oscar Hammerstein II, Sigmund Romberg | 2:18    |  |
| 10. | "I Stayed Too Long At The Fair"   | Billy Barnes                          | 4:21    |  |
| 11. | "Like A Straw In The Wind"        | Arlen                                 | 4:46    |  |

## Tabelas
| Tabela musical                 | Melhor posição |
| ------------------------------ | -------------- |
| Estados Unidos (Billboard 200) | 2              |

| Tabela musical (1964) | Posição |
| --------------------- | ------- |
| US Cash Box           | 4       |

## Certificações e vendas
| País                    | Certificação | Vendas    |
| ----------------------- | ------------ | --------- |
| Estados Unidos (RIAA)   | Ouro         | 500,000   |
| Resumos                 |              |           |
| Mundo (vendas até 1966) | —            | 1,000,000 |